# Stadio Nnamdi Azikiwe
Il Nnamdi Azikiwe Stadium è uno stadio polifunzionale situato a Enugu in Nigeria. 
Ospita le partite casalinghe del Enugu Rangers, squadra nigeriana militante nella Nigerian Premier League. 
Ha una capacità di 22.000 posti e il suo nome è dovuto al nome del primo presidente della Repubblica Nigeriana, Dr. Nnamdi Azikiwe.